# Cispius maruanus
Cispius maruanus är en spindelart som först beskrevs av Roewer 1955.  Cispius maruanus ingår i släktet Cispius och familjen vårdnätsspindlar. Inga underarter finns listade i Catalogue of Life.